# Arturo Sabato
Arturo Sabato Ferrari (ciudad de Rojas, 1913 - 23 de julio de 1998) fue un químico y profesor argentino, más conocido por haber sido delegado personal de Arturo Frondizi en YPF, y además junto a Rogelio Frigerio fueron los impulsores de la «batalla del petróleo» (1958-1962), aumentándose el área de exploración y explotación mediante los contratos con empresas privadas, lográndose el autoabastecimiento petrolero en menos de cuatro años.
Era hermano del famoso escritor argentino Ernesto, y de Juan, quién fue Secretario de Energía y Combustibles durante el gobierno de Arturo Illia, en 1963, con posiciones opuestas a las de su hermano Arturo.

## Biografía
Arturo Sabato nació en 1913 en la ciudad de Rojas, provincia de Buenos Aires, en el seno de una numerosa familia con diez hermanos , entre ellos Ernesto Sabato(famoso escritor argentino) y Juan Sabato (Secretario de Energía y Combustibles durante el gobierno de Arturo Illia). Se doctoró en química en la Universidad Nacional de La Plata en 1938, y comenzó trabajando en la destilería de petróleo en aquella ciudad al año siguiente. Reanudaría su trabajo en 1955 tras un lapso de docencia en la Universidad de Cuyo.
Cuando Arturo Frondizi asumió la presidencia en 1958, el nuevo presidente le solicitó a Sabato su colaboración para negociar los contratos petroleros, se firmaron los acuerdos en cinco meses y se llegó al autoabastecimiento petrolero en cuarenta meses. Es posible que Rogelio Frigerio le haya sugerido el nombre, puesto que ambos habían militado en la Universidad Nacional de La Plata a principios de los años 30.
Años más tarde tuvo algunos problemas cardíacos, no se pudo tratar por su austera jubilación. El doctor René Favaloro le ofreció sus servicios gratuitos. Sin embargo, gracias a la ayuda de los gerentes de dos empresas con las que Sabato había negociado en el pasado, se ofrecieron a pagar los costes de su tratamiento.

## Obras
- Petróleo: dependencia o liberación, 1974.